# Rythme circadien de la pression artérielle
 (mars 2025).
La pression artérielle (PA) oscille de manière rythmique au cours d’une période de 24h et est affectée par plusieurs facteurs cycliques exogènes et d’autres rythmes circadiens endogènes. Effectivement, elle augmente et atteint son maximum durant le jour alors que, durant la nuit, elle baisse d’une amplitude de 10 à 20%. Des études suggèrent que l’horloge circadienne moléculaire dans les reins, le cerveau, le système nerveux, le cœur et le système vasculaire régulent des fonctions physiologiques qui contribuent à la régulation globale du rythme circadien de la pression artérielle. De plus, un débalancement de ce dernier peut altérer le fonctionnement du système cardiovasculaire et rénal.

## Mécanismes moléculaires sous-jacents au rythme circadien de la pression artérielle
Au niveau moléculaire, l’horloge circadienne des mammifères est contrôlée par des boucles de rétroaction de transcription-traduction interconnectées qui contrôlent l’expression rythmique des gènes de l'horloge centrale et d’un grand nombre de gènes cibles,. Toutefois, les mécanismes moléculaires sous-jacents à la régulation circadienne de la pression artérielle ne sont pas encore bien compris et restent à être déterminés à ce jour.
Le rythme circadien de la pression artérielle est régulé par une horloge moléculaire complexe et plusieurs études ont démontré l'importance des gènes de l’horloge centrale dans la régulation de ce rythme. Effectivement, plusieurs études sur des rongeurs ont fait des manipulations au niveau des gènes de l’horloge centrale en créant des lignées de souris knock-out où un gène était inactivé et des lignées de souris mutantes où ils inséraient une mutation au niveau du gène à l’étude,,,,,,. Voici les effets des gènes de l’horloge centrale sur la régulation du rythme circadien de la pression artérielle:
•	Bmal1 : Le gène inactivé dans des souris knock-out entraîne la baisse de la pression artérielle, soit l’hypotension artérielle, et empêche son augmentation durant la phase active de son rythme circadien.
•	Per (isotopes Per1 et Per2): La mutation du gène Per2 dans des souris mutantes entraîne : une diminution de la pression artérielle diastolique durant la phase active ; une atténuation de la différence de la pression artérielle et du rythme cardiaque entre le jour et la nuit ; un rythme cardiaque plus élevé sur une période de 24h ; et une période circadienne plus courte pour la pression artérielle chez des souris élevées en noirceur constante. Cependant, l’effet de Per1 sur le rythme circadien de la pression artérielle est plus complexe. Il a été démontré que lorsque ce gène est inactivé dans des souris knock-out, cela peut augmenter ou diminuer la pression artérielle,.
•	Clock : Le gène inactivé dans des souris knock-out entraîne une baisse significative de la pression artérielle globale, mais le rythme circadien de la pression artérielle est maintenu. De plus, la mutation du gène Clock dans des souris mutantes entraîne l’atténuation du rythme diurne de la pression artérielle et du rythme cardiaque.
•	Cry (isotopes Cry1 et Cry2) : L'inactivation simultanée des deux isotopes dans des souris knock-out mène à une hypertension sensible au sel due à une surproduction chronique et anormale de l’hormone aldostérone par la glande surrénale.
Pour les gènes autres que ceux de l’horloge centrale, Lecarpentier et al. (2020) ont entre autres démontré que le gène Gsk3β, codant pour l’enzyme glycogène synthase kinase-3 bêta phosphorylée (pGSK-3β), pouvait largement contrôler la régulation du rythme circadien de la pression artérielle. Durant le jour, l’expression de pGSK-3β augmente et entraîne une cascade physiologique menant à la diminution de l’activation du noyau du tractus solitaire (NTS). Par conséquent, la pression artérielle augmente durant le jour. Durant la nuit, alors que l’expression de pGSK-3β diminue, le mécanisme inverse se produit et fait donc diminuer la pression artérielle. De plus, Cao et al. (2021) ont démontré que les variantes de l’enzyme GR4K (G protein-coupled receptor kinase 4), codée par le gène Grk4, peuvent aussi influencer la fluctuation du rythme circadien de la pression artérielle. En effet, la différence entre la pression artérielle le jour et celle de nuit était plus faible chez des patients faisant de l’hypertension et ayant des variantes de GRK4 que chez des patients faisant de l’hypertension, mais qui n’avaient pas de modifications au niveau de l’enzyme GRK4. L’amplitude de la variation de la pression artérielle sur une période de 24h était donc plus faible si les patients avaient des variantes de GR4K.

## Rythme circadien de la pression artérielle et maladies cardiovasculaires
Les rythmes circadiens de la pression artérielle permettent de diagnostiquer plusieurs maladies cardiovasculaires. Smolensky et al. (2007) présentent une liste de maladies, tels que l’hypertrophie ventriculaire, dont la pression plus élevée qu’à la normale durant la nuit est un symptôme observé chez les personnes atteintes de ces maladies. D'ailleurs, Millar-Craig et al. (1978) mentionnent que si la pression artérielle ne baisse pas d'une ampleur de 10 à 20% durant la nuit, cela peut causer des problèmes cardiovasculaires. Effectivement, la persistance d’une forte pression artérielle durant la nuit peut davantage endommager les tissus et les vaisseaux sanguins. Durant le matin, la hausse de la pression artérielle entraîne une augmentation des risques de mortalité dus aux problèmes cardiovasculaires, et ce, en lien avec le début de la phase active du rythme circadien de la pression artérielle,. En effet, Millar-Craig et al. (1978) précisent que la période de risque est entre 6h00 et 10h00.  
Il est également pertinent de mentionner que la surveillance ambulatoire de la pression artérielle est une mesure qui renseigne sur le rythme circadien de la pression unique à chaque individu,. Cette mesure permet entre autres d’avoir l’aperçu du rythme de la pression artérielle sur une période de 24h et de cibler le pic du matin, indicateur d’un possible problème cardiovasculaire. Cela peut aider à prévenir, par exemple, les AVC ischémiques et hémorragiques, ainsi que la dissection aortique aiguë,,.

## Rythme circadien de la pression artérielle et maladies rénales
À ce jour, les chercheurs n’ont pas été en mesure d’identifier en détail les mécanismes qui relient une perturbation au niveau du rythme circadien de la pression artérielle et des maladies chroniques des reins. Cependant, plusieurs études cliniques ont démontré qu’un rythme circadien de la pression artérielle atténué est associé à une perte progressive des fonctions rénales. Effectivement, chez une personne atteinte d’une insuffisance rénale, une maladie empêchant le rein d’excréter du sel due à l’incapacité de le concentrer dans l’urine, aura une pression artérielle plus élevée durant la nuit à cause du phénomène de natriurèse de pression. Ceci aura pour conséquence d’augmenter la pression aortique rénale et ainsi d’inhiber la réabsorption tubulaire du sodium dans le sang.